# Brachycara grandis
Brachycara grandis är en tvåvingeart som beskrevs av James 1962. Brachycara grandis ingår i släktet Brachycara och familjen vapenflugor. Inga underarter finns listade i Catalogue of Life.